# Kedumim
Kedumim (en hebreu: קדומים) és un assentament israelià localitzat en l'Àrea de Judea i Samaria. Fundat en 1975, va ser declarat consell local en 1991. Segons l'Oficina Central d'Estadístiques d'Israel, al desembre de 2010 comptava amb una població total de 3.800 habitants.